# Корнале
Корнале (італ. Cornale) — колишній муніципалітет в Італії, у регіоні Ломбардія,  провінція Павія. З 4 лютого 2014 року Корнале є частиною новоствореного муніципалітету Корнале-е-Бастіда.
Корнале розташоване на відстані близько 460 км на північний захід від Рима, 55 км на південний захід від Мілана, 24 км на південний захід від Павії.
Населення — 721 особа (2012).

## Демографія
Населення за роками:

Станом на 31 грудня 2010 року в муніципалітеті офіційно проживало 47 іноземців з 9 країн, серед них 15 громадян країн Євросоюзу та 9 громадян України.

## Сусідні муніципалітети
- Бастіда-де-Доссі
- Казеї-Джерола
- Ізола-Сант'Антоніо
- Меццана-Більї